# Léa Fehner
Léa Fehner (Tolosa, 15 ottobre 1981) è una regista francese.

## Biografia
Dopo alcuni studi in campo cinematografico a Nantes, Léa Fehner comincia a dedicarsi alle tecniche di sceneggiatura presso la nota scuola di cinema La Fémis di Parigi, dalla quale uscirà quattro anni più tardi con un diploma e il sostegno mostrato dal corpo docente. Terminati gli studi si dedica alla stesura di Qu'un seul tienne et les autres suivront (o Silent Voice), le cui riprese sono avvenute nel 2008. Il lungometraggio viene selezionato nel 2009 dalla Mostra di Venezia e riceve il Premio Michel-d'Ornano in occasione del Festival del cinema di Deauville. Ottiene inoltre il Premio Louis-Delluc e due candidature al Premio César nel 2010.

## Filmografia

### Regista
- Sauf le silence (2007)
- Qu'un seul tienne et les autres suivront (2009)
- Les Ogres (2015)

### Sceneggiatrice
- Sauf le silence (2007)
- Qu'un seul tienne et les autres suivront (2009)
- Les Ogres (2015)